# Шилово-Курья
Шилово-Курья — село в Карасукском районе Новосибирской области. Входит в состав Благодатского сельсовета.

## География
Село располагается на правом берегу реки Карасук. Площадь села — 68 гектаров. 

## Население
| 2002 | 2007 | 2010 |
| ---- | ---- | ---- |
| 738  | ↘705 | ↗755 |

Основное население - русские. Также есть украинцы, немцы, казахи. Местное время - GMT +7:00. 

## История
Первое упоминание о деревне датируется 1811 годом.В 1822 году жители деревни посещали церковь в с. Чингис. В 1928 г. село Шилово-Курья состояло из 151 хозяйств. Являлось центром Шилово-Курьинского сельсовета Черно-Курьинского района Славгородского округа Сибирского края.

## Инфраструктура
В селе по данным на 2007 год функционируют 1 учреждение здравоохранения, 2 образовательных учреждения.